# Nikola Kotkov
Nikola Todorov Kotkov (bolgárul: Никола Тодоров Котков, Szófia, 1938. december 9. – Szófia, 1971. június 30.) bolgár válogatott labdarúgó.
A bolgár válogatott tagjaként részt vett az 1966-os világbajnokságon.
32 éves korában csapattársa, Georgi Aszparuhov társaságában hunyt el autó-balesetben 1971-ben. 

## Sikerei, díjai
Lokomotiv Szofija
- Bolgár bajnok (1): 1963–64
- Bolgár kupa (4): 1958–59, 1966–67, 1969–70, 1970–71

Levszki Szofija
- Bolgár bajnok (1): 11969–70
- Bolgár kupa (2): 1969–70, 1970–71

Egyéni
- Az év bolgár labdarúgója (1): 1964